# 임경현
임경현(林京鉉, 1986년 10월 6일 ~ )은 대한민국의 전 축구 선수이다. 현 양평 FC의 코치이다.

## 클럽 경력

### 부산 아이파크
2009 K리그 드래프트를 통해 부산 아이파크에 입단했다.

### 수원 삼성 블루윙즈
2010년 여름 이적 시장에서 이길훈과 트레이드되어 수원 삼성 블루윙즈에 입단했다.

### 전남 드래곤즈
2013년 6월, 고차원과 트레이드되어 전남 드래곤즈로 이적하였다.